# دیوید پالمر
دیوید پالمر (به انگلیسی: David Palmer) یکی از نقش‌های اصلی سریال ۲۴ است. دنیس هایسبرت نقش دیوید پالمر را در این سریال بازی می‌کند. او یک سیاه‌پوست است که در فصل اول کاندیدای ریاست جمهوری است. او از نه فصل این سریال در فصل‌های ۴٬۳٬۲٬۱و۵ بازی می‌کند.

## فصل اول
در این فصل او قصد دارد رئیس‌جمهور بشود و عده‌ای می‌خواهند او را ترور کنند اما جک باور جان او را نجات می‌دهد. در این فصل پالمر مشکلات خانوادگی هم دارد.

## فصل دوم
در این فصل پالمر رئیس‌جمهور ایالات متحده شده و خطری هسته‌ای لس آنجلس را تهدید می‌کند و پالمر از جک می‌خواهد که به کارش بازگردد و بمب را پیدا کند. در اواخر فصل وی به مدت چند ساعت از مقام ریاست برکنار می‌شود.

## فصل سوم
در این فصل تروریست‌ها قصد دارند تا ویروسی خطرناک را در آمریکا منتشر کنند. دیوید پالمر در این فصل رئیس‌جمهور است و در حال مبارزات انتخاباتی برای پیروزی در انتخابات و نگه‌داشتن کرسی رئیس‌جمهوری برای چهار سال دوم است. او در انتهای فصل اعلام می‌کند که نمی‌خواهد در دور دوم انتخابات شرکت کند و در فصل چهارم نشان داده می‌شود که جان کیلر رقیب انتخاباتی او رئیس‌جمهور شده‌است.

## فصل چهارم
در فصل چهارم، رئیس‌جمهور کیلر مورد حمله تروریست‌ها قرار می‌گیرد و زخمی می‌شود. در غیاب او چارلز لوگان، معاونش عهده‌دار سمت ریاست جمهوری می‌شود. او که فرد ضعیف و ناتوانی است، از پالمر برای کنترل اوضاع کشور کمک می‌خواهد.

## فصل پنجم
در ابتدای فصل پنجم، دیوید پالمر به ضرب گلوله کشته می‌شود. در ادامه فصل مشخص می‌شود که او اطلاعاتی در مورد خیانت رئیس‌جمهور چارلز لوگان و کارهای غیرقانونی آن‌ها داشته و می‌خواسته آن‌ها را افشا کند.